# Садовская, Татьяна Кирилловна
Татья́на Кири́лловна Садо́вская (3 апреля 1966, Куйбышев, СССР) — советская и российская фехтовальщица, призёр чемпионатов мира и Олимпийских игр.

## Карьера
На Олимпийских играх 1988 года в фехтовании на рапирах в личном первенстве заняла 5-е место, а в командном 4-е. На следующей Олимпиаде завоевала бронзу в индивидуальном зачёте и стала 4-й в командных соревнованиях.
Трёхкратный серебряный призёр чемпионатов мира в командных соревнованиях и обладательница бронзы в личном первенстве.
Чемпионка России 1996 года. В 2009 году выиграла чемпионат Европы среди ветеранов.

## Образование
Окончила Куйбышевский государственный педагогический институт.